# Jarkovci
Jarkovci (serbisch-kyrillisch Јарковци) ist ein Dorf in der Opština Inđija im Okrug Srem in der serbischen Provinz Vojvodina mit etwa 600 Einwohnern.

## Demographie
Seit dem Zweiten Weltkrieg oszilliert die Einwohnerzahl um das halbe tausend.
| Jahr      | 1948 | 1953 | 1961 | 1971 | 1981 | 1991 | 2002 | 2011 |
| --------- | ---- | ---- | ---- | ---- | ---- | ---- | ---- | ---- |
| Einwohner | 404  | 554  | 456  | 364  | 364  | 318  | 604  | 593  |

## Belege
1. ↑  Република Србија, Републички завод за статистику: УПОРЕДНИ ПРЕГЛЕД БРОЈА СТАНОВНИКА: 1948, 1953, 1961, 1971, 1981, 1991, 2002. И 2011. Република Србија Републички завод за статистику, Belgrad 2014, ISBN 978-86-6161-109-4, S. 43 (serbisch, Online [PDF]).